# MBC Bollywood
 (février 2025).
 (février 2025).
MBC Bollywood est une chaîne affiliée au groupe MBC,, lancée en 2013 pour fournir un contenu distingué avec une nouvelle dimension de divertissement, représenté par les dernières et les plus célèbres productions cinématographiques de Bollywood, en plus d'un mélange de séries quotidiennes et de programmes phares liés au sous-continent indien, à ses célébrités et à ses dernières œuvres. La chaîne s'adresse à un large éventail de téléspectateurs au Moyen-Orient et en Afrique du Nord, grâce à une programmation riche qui comprend des films et des séries de Bollywood doublés ou sous-titrés en arabe.

## Concurrents
La compétition est liée à la diffusion sur les mêmes satellites dirigés vers le monde arabe, notamment le satellite Nilesat, qui transporte toutes les chaînes concurrentes spécialisées dans les films et programmes indiens.

### Chaînes concurrentes
- Zee Aflam
- Zee Alwan
- B4U Aflam
- B4U Plus
- Imagine Movies